# Lista povestirilor cu Sherlock Holmes ale lui Arthur Conan Doyle
Note
- Pentru o listă detaliată a altor lucrări despre Sherlock Holmes ale lui Conan Doyle, vezi Canonul lui Sherlock Holmes
- Frecvent, formula "Aventura ..." (în engleză The Adventure of …) este eliminată din unele titluri de povestiri publicate în prezent. Cu toate acestea, majoritatea titlurilor originale sub care au apărut în revista The Strand conțin și forma "Aventura lui ...".

## Aventurile lui Sherlock Holmes
Conține 12 povestiri publicate între 1891–1892 cu ilustrații originale de Sidney Paget.
- "Scandal în Boemia"
- "Liga roșcaților"
- "Un caz de identitate"
- "Misterul din Valea Boscombe"
- "Cei cinci sâmburi de portocală"
- "Omul cu buza strâmbă"
- "Aventura rubinului albastru"
- "Aventura bandei pătate"
- "Aventura degetului cel mare al inginerului"
- "Aventura burlacului nobil"
- "Enigma diademei de berile"
- "Aventura de la „Fagii de Aramă”"

## Memoriile lui Sherlock Holmes
Conține 12 povestiri publicate între 1892–1893 cu ilustrații originale de Sidney Paget.
- "Stea-de-Argint"
- "Aventura cutiei de carton" (această povestire este în volumul Ultima reverență în edițiile americane ale canonului)
- "Fața galbenă"
- "Funcționarul agenției de bursă"
- "Vasul „Gloria Scott”" (primul caz al lui Holmes, descris lui Watson)
- "Ritualul Musgrave" (un alt caz anterior, povestit de Holmes lui Watson)
- "Enigma din Reigate"
- "Povestea cocoșatului"
- "Pacientul rezident"
- "Traducătorul de greacă" (Mycroft apare pentru prima dată)
- "Tratatul naval"
- "Ultima problemă" (Watson prezintă moartea lui Holmes)

## Întoarcerea lui Sherlock Holmes
Conține 13 povestiri publicate între 1903–1904 cu ilustrații originale de Sidney Paget.
- "Casa pustie" (întoarcerea lui Holmes)
- "Constructorul din Norwood"
- "Omuleții dansatori"
- "Biciclistul singuratic"
- "Școala de stareți"
- "Peter „Cel Negru”"
- "Aventura lui Charles Augustus Milverton"
- "Cei șase Napoleoni"
- "Cei trei studenți"
- "Ochelarii de aur"
- "Fundașul dispărut"
- "Aventura de la Abbey Grange"
- "Cea de-a doua pată"

## Ultima reverență
Colecția a fost denumită inițial Amintirile lui Sherlock Holmes (în engleză Reminiscences of Sherlock Holmes) și nu conținea actuala povestire Ultima reverență, care a apărut mai târziu, după ce a fost publicat romanul  Valea terorii Cu toate acestea, edițiile ulterioare au adăugat-o și au schimbat denumirea colecției. Unele ediții recente au revenit la denumirea anterioară.
Conține 9 povestiri publicate între 1908-1913 și 1917.
- "Neobișnuita experiență a domnului John Eccles Scott"
- "Tigrul din San Pedro"
(cele două povestiri de mai sus au fost unite într-o povestire în două părți publicată în antologii sub denumirea "Aventura din Wisteria Lodge", ea a fost publicată inițial cu titlul "O amintire a domnului Sherlock Holmes")
- "Aventura cutiei de carton" (această povestire se află în colecția Memoriile lui Sherlock Holmes în majoritatea edițiilor britanice ale canonului)
- "Cercul roșu"
- "Planurile Bruce-Partington" (Mycroft reapare)
- "Detectivul muribund"
- "Cum a dispărut lady Frances Carfax"
- "Copita dracului"
- "Ultima reverență" (povestită la persoana a III-a)

## Arhiva lui Sherlock Holmes
Conține 12 povestiri publicate între 1921–1927.
- "Cazul diamantului Mazarin" (povestită la persoana a III-a)
- "Problema podului Thor"
- "Aventurile omului-maimuță"
- "Vampirul din Sussex"
- "Aventura celor trei Garrideb"
- "Un client ilustru"
- "Aventură în casa cu trei frontoane"
- "Aventura soldatului alb ca varul" (povestită de Holmes)
- "Coama leului" (povestită de Holmes)
- "Povestea bătrânului fabricant de vopsea"
- "Aventura chiriașei cu văl"
- "Aventuri pe domeniul Shoscombe"